# Плавский сельский совет (Генический район)
Плавский сельский совет (укр. Плавська сільська рада) — входит в состав
Генического района
Херсонской области
Украины.
Административный центр сельского совета находится в 
с. Плавское
.

## Населённые пункты совета
- с. Плавское
- с. Вольное
- с. Новый Мир
- с. Раздолье
- с. Акимовка